# یواس‌اس رنجر (اس‌پی-۳۶۹)
یواس‌اس رنجر (اس‌پی-۳۶۹) (به انگلیسی: USS Ranger (SP-369)) یک کشتی بود که طول آن ۱۳۷ فوت ۵ اینچ (۴۱٫۸۸ متر) بود. این کشتی در سال ۱۸۸۲ ساخته شد.